# Isochromodes beon
Isochromodes beon là một loài bướm đêm trong họ Geometridae.